# Искра, Иван Иванович
Ива́н Ива́нович И́скра (? — 14 июля 1708) — полтавский полковник Войска Запорожского в 1696—1703 годах. Руководитель казацких войск. Представитель казацкого рода Искра. Представитель антигетманской оппозиции. Участник заговора против гетмана Ивана Мазепы.

## Биография
Иван Искра принадлежал к казацкому роду. Он был внуком гетмана Якова Остряницы и сыном полковника Ивана Яковлевича Искры.
Принадлежал к антигетманской оппозиции, которую возглавлял Василий Леонтьевич Кочубей. После ухода Кочубея с должности генерального писаря Искра оставил свой пост. В 1703 году он перестал быть полтавским полковником и удалился в свои имения, где зажил частной жизнью. В 1708 году вместе с Кочубеем написал донос Петру I на гетмана Ивана Мазепу. Разоблачал Мазепу как предателя, ведущего переговоры с польским королём Станиславом Лещинским и шведским королём Карлом XII. Пётр не поверил доносчикам и направил их на допрос в Витебск. Руководили допросами Шафиров и Головкин. После пыток Искра и Кочубей сознались, что оговорили гетмана по злобе. После этого они были как лжедоносчики приговорены к смертной казни. Для исполнения приговора были отправлены в село Борщаговку (возле города Белая Церковь). Повторным допросом руководил Филипп Орлик. 15 июля 1708 года Искра был обезглавлен.
Позже (после разоблачения Мазепы) реабилитирован.
Похоронен в Киево-Печерской лавре, около Трапезной палаты.

## Семья
Иван Иванович Искра был женат на дочери полтавского полковника Федора Ивановича Жученко
После того как измена Мазепы подтвердилась, семья Искры была реабилитирована. Пётр I оказывал особое внимание семействам невинно осужденных и вернул им с избытком конфискованные имения. После смерти вдовы Иван Ивановича и бездетной смерти его сына (до 1715 г.), все их имения перешли к Кочубеям. Позднейшие представители фамилии Искры ведут род свой от брата Ивана Ивановича, Захара Искры, ничем особенным себя не ознаменовавшего.

## Память
В 1914 году в Киеве установили памятник Кочубею и Искре как «борцам за русскую идею» по предложению Военно-исторического общества. Проект выполнил полковник В. А. Самонов. Памятник не отличался высокими художественными достоинствами. В 1918 году был снесён силами Украинской Народной Республики.
В апреле 1923 года на оставшемся постаменте воздвигли памятник героям Январского восстания 1918 г. рабочих завода «Арсенал» против Центральной Рады. Вместо статуй Кочубея и Искры наверх водружена пушка, участвовавшая в событиях. Памятник находится возле станции метро «Арсенальная».